# Gustav-Adolf-Gedächtniskirche (Hirschau)
Koordinaten: 49° 32′ 41,4″ N, 11° 57′ 14,9″ O
Die Gustav-Adolf-Gedächtniskirche ist eine evangelisch-lutherische Pfarrkirche in Hirschau, einer Stadt im Landkreis Amberg-Sulzbach in Bayern. Wie viele Kirchen ihrer Zeit ist die Kirche nach dem protestantischen König Gustav II. Adolf von Schweden benannt, dessen 300. Geburtstag ins Weihejahr fiel.

## Geschichte
Die ersten Pläne aus dem Jahr 1926, in Hirschau eine evangelische Kirche zu bauen, stießen sofort auf heftigen Widerstand der katholischen Mehrheitsbevölkerung. Als treibender Motor und heimlicher Bauherr erwies sich der Gründer der Amberger Kaolinwerke Georg Schiffer. Er erwarb einen Großteil des Grundstücks am Schloßacker, auf dem die Kirche heute steht, und stiftete es. Den Teil des Grundstücks, auf dem sich heute der Aufgang zum Kirchplatz befindet, stellte der Stadtrat der Stadt Hirschau zur Verfügung. Die Grundsteinlegung, an der schätzungsweise 1.000 Menschen teilnahmen, erfolgte am 28. Juni 1931.
Im Frühjahr 1932 wurden die Innenarbeiten vollendet. Mit den Arbeiten an der Kirche wurde die Baufirma Gebrüder Braun aus Hirschau beauftragt, insgesamt waren 23 Firmen beteiligt. Der Kirchenbau kostete etwa 30.000 Reichsmark. Aufgrund vieler Spenden, unter anderem von Kommerzienrat Schiffer, der Landeskirche und der Stadt mussten nur 4000 Reichsmark als Darlehen aufgenommen werden. Am Pfingstmontag, dem 16. Mai 1932, dem 300. Todestag von König Gustav II. Adolf, konnte sie eingeweiht werden.
Nach einem exponierten Vikariat, das von Amberg aus verwaltet wurde, wurde Hirschau am 23. Juli 1957 zur evangelischen Pfarrei erhoben. In diesem Jahr wurde auch das erste eigene Pfarrhaus erbaut.
Nach umfangreichen Renovierungsarbeiten wurde die Kirche am Pfingstmontag, dem 6. Juni 2022 erneut eingeweiht. Die Renovierungsarbeiten erstreckten sich über mehr als ein Jahr. Bei den Renovierungsarbeiten wurde unter anderem das Dach erneuert. Die Kosten der Renovierungsmaßnahmen beliefen sich auf über 200.000 EUR.

## Ausstattung

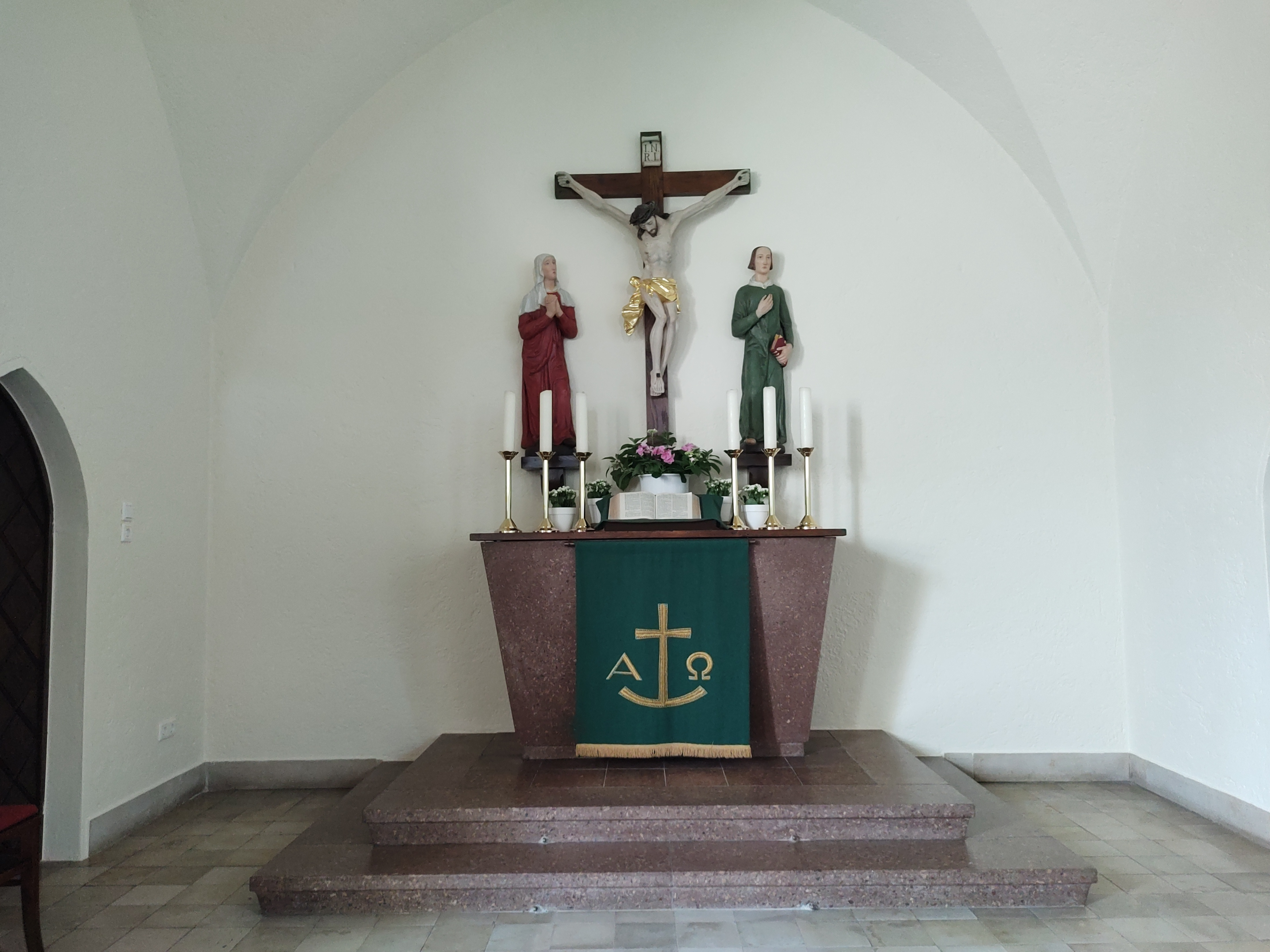
Altar der Gustav-Adolf-Gedächtniskirche mit der Kreuzigungsgruppe von Emil Zentgraf

### Altar
Die Altarfiguren, eine Kreuzigungsgruppe von Emil Zentgraf, wurden 1938 von Wolfgang Droßbach, einem Katholiken, gestiftet. Droßbach war Nachfolger von Georg Schiffer bei den Amberger Kaolinwerken.

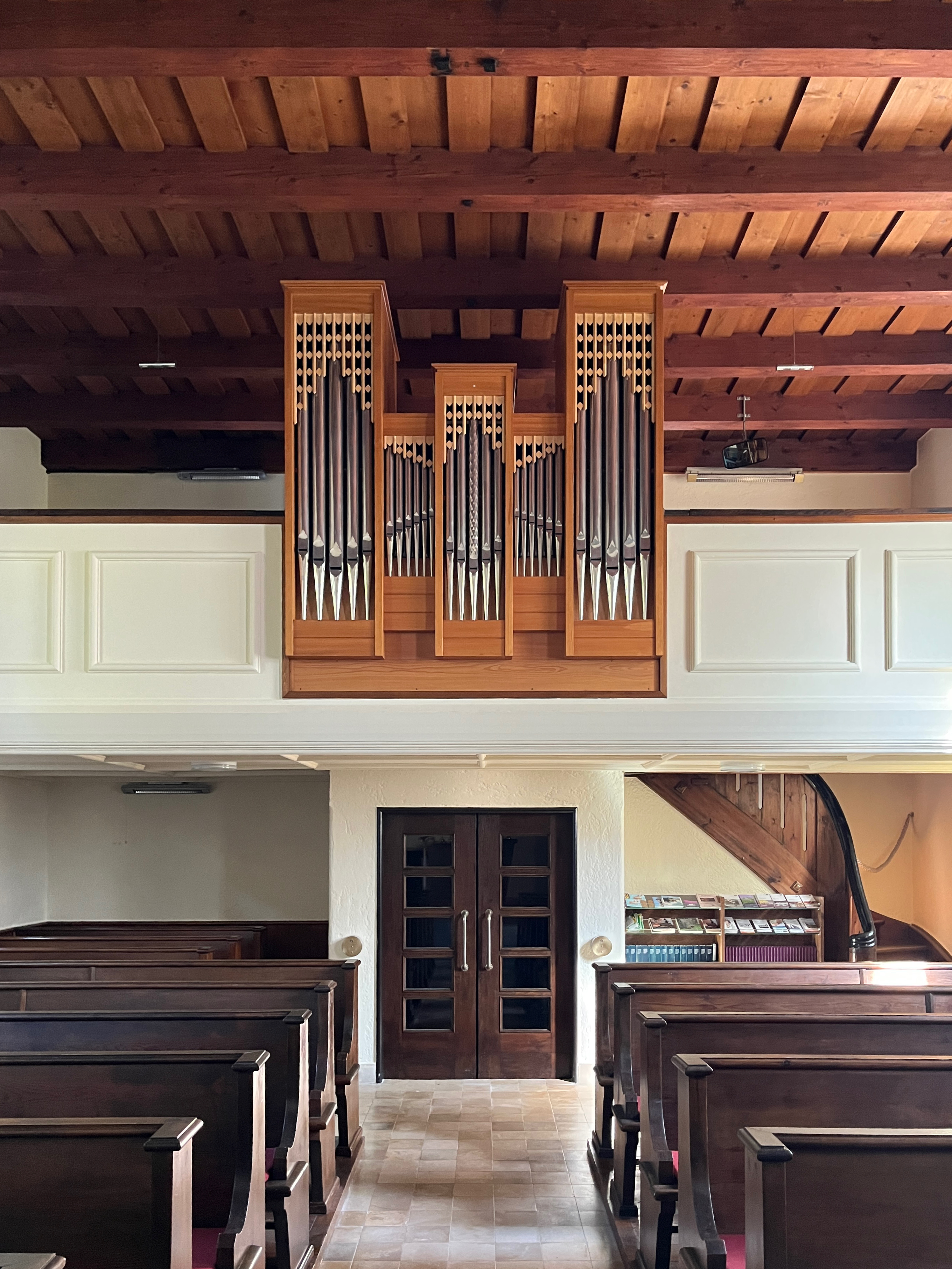
Die Hey-Orgel nach der Renovierung 2023

### Orgel
Gleich nach der Errichtung der Kirche bemühte man sich um eine Steinmeyer-Orgel. Die Pläne scheiterten jedoch an dem nicht erschwinglichen Preis. Man musste sich mit einem Harmonium begnügen.
Im Jahr 1953 konnte eine Orgel der Firma Bauer aus Oberasbach erworben werden. Der Orgelsachverständige Landeskirchenmusikdirektor Friedrich Högner war voll des Lobes für das Instrument, riet allerdings dazu, ein Bassregister Subbass 16′ zu ergänzen.
Im Jahr 1962 wurde die Orgel durch den Subbass 16' komplettiert und verfügte somit über folgende Disposition:
| Manual    |    |
| Gedackt   | 8′ |
| Prinzipal | 4′ |
| Rohrflöte | 4′ |
| Oktave    | 2′ |
| Sifflöte  | 1′ |

| Pedal   |     |
| Subbass | 16′ |

Im Laufe der Jahre traten immer mehr Mängel auf, die in den fehlerhaften mechanischen Konstruktionen der Firma Bauer begründet waren. Deshalb entschloss man sich bereits Anfang der 1980er-Jahre, eine neue Orgel anzuschaffen. Der Orgelsachverständige Walther Haffner aus Rummelsberg wurde mit dem Entwurf einer Disposition und der Architekt Wolfgang Gsaenger mit der optischen Gestaltung beauftragt. Am 28. April 1985 wurde die neue Orgel der Firma Hey aus Urspringen eingeweiht. Sie verfügt über folgende Disposition:
| Manual C-g3 |          |
| Gedackt     | 8′       |
| Prinzipal   | 4′       |
| Rohrflöte   | 4′       |
| Nasat       | 2 ⁄3′    |
| Oktave      | 2′       |
| Terz        | 1 3⁄5′   |
| Oktävlein   | 1′       |
| Mixtur      | II 1 ⁄3′ |

| Pedal C-f1  |     |
| Subbass     | 16′ |
| Gedecktbass | 8′  |

1. 1 2 3  Bass/Diskantteilung a/b
2. ↑  Diskant ab b

Im Herbst 2023 wurde die Orgel von Orgelbau Rainer Kilbert grundlegend überholt, gereinigt und neu intoniert. Darüber hinaus wurden einige Verschleißteile getauscht. Das Klangbild ist nun runder und tragfähiger, die Grundstimmen voluminöser und kräftiger. Der Motor wurde nach außerhalb der Orgel verlegt, um im Inneren Platz für eine Optimierung der Disposition zu schaffen. Das Oktävlein 1′ wurde durch ein weicher klingendes Dolce 4′ ersetzt. Zudem erhielt die Orgel einen Zimbelstern. Die Kosten in Höhe von etwa 15.000 EUR wurden weitgehend von Klaus Conrad übernommen.

### Glocke
Die Kirche verfügt über eine 256 kg schwere Glocke, die von der Franz Schiling Söhne Hofglockengießerei in Apolda gegossen wurde. Obwohl der Vertrag mit der Glockengießerei erst am 24. März 1932 unterzeichnet wurde, konnte die Glocke noch zusammen mit der Kirche am 16. Mai 1932 geweiht werden. Die Kosten betrugen 768,40 Reichsmark. Sie erklingt im Unterton h1 und im Oberton dis2, wenn der Klöppel den Schlagring trifft.
Auf der Glocke ist der betende König Gustav II. Adolf abgebildet. Darüber ist der Schriftzug „Verzage nicht, du Häuflein klein“ zu lesen.
Bei den Renovierungsarbeiten in den Jahren 2021/2022 wurde die alte Glockenaufhängung durch ein neues Eichenholzjoch ersetzt, zudem wurde der Klöppel erneuert.

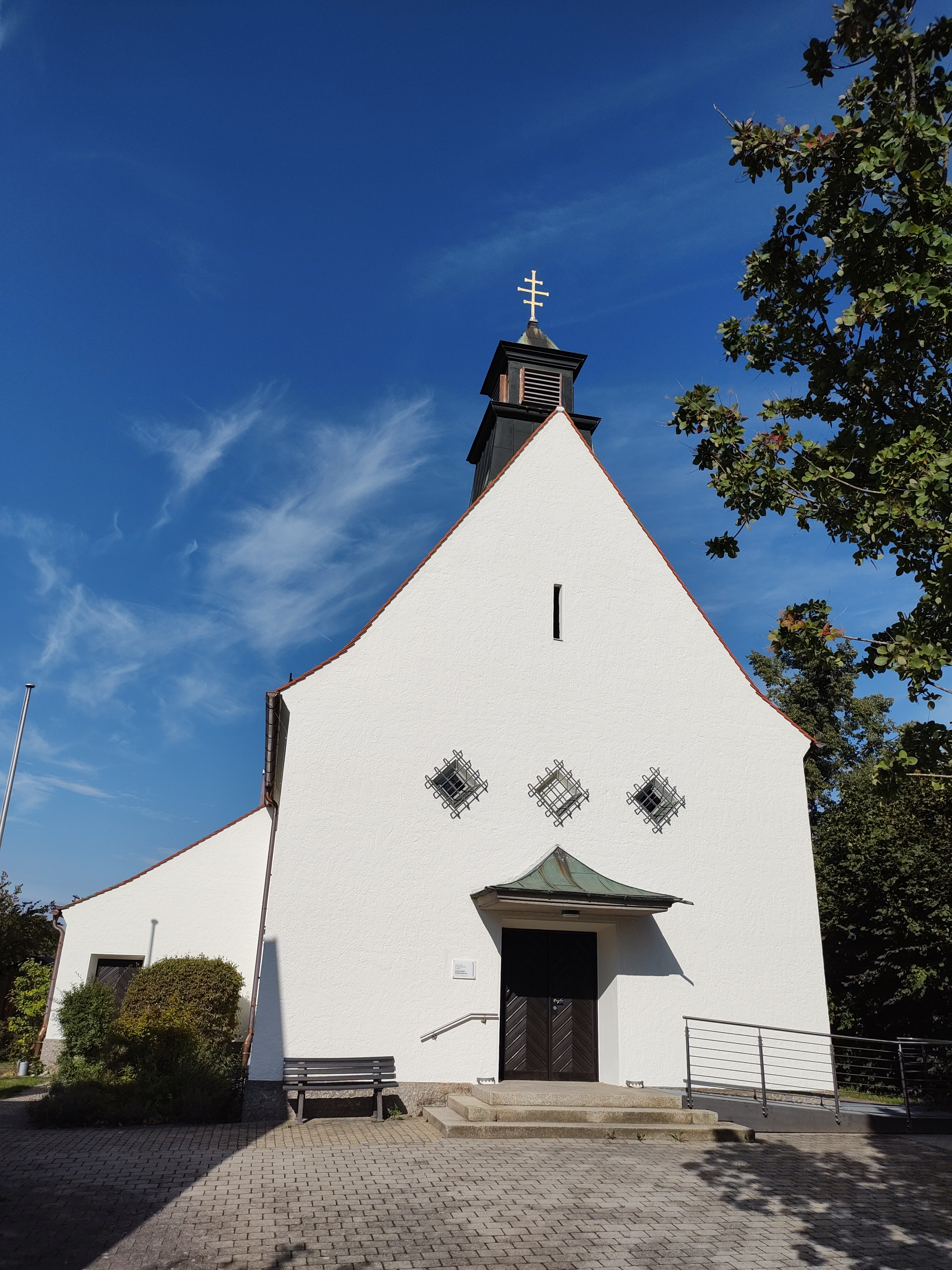
Ansicht der Gustav-Adolf-Gedächtniskirche von Osten mit Eingangsbereich. Auf dem Turm das 2021 renovierte Turmkreuz.

Bis heute verfügt die Glocke über kein automatisches Läutwerk, sie wird von Hand geläutet.

### Turmkreuz
Auf dem Turm der Kirche befindet sich ein über zwei Meter hohes Turmkreuz. Im Rahmen der Sanierungsarbeiten im Jahr 2021/22 wurde das Kreuz abgenommen, sandgestrahlt, grundiert und neu vergoldet.

### Altarbibel
Das historisch wertvollste Stück, das sich in der Kirche befindet, ist die Altarbibel. Sie ist ein Geschenk des damaligen Reichspräsidenten der Weimarer Republik Paul von Hindenburg. Die Bibel trägt dessen Unterschrift und wurde zur Einweihung der Kirche am 16. Mai 1932 offiziell übergeben.